# غارة روبوسكي
غارة روبوسكي الجوية، المعروفة أيضًا باسم غارة أولوديري الجوية أو مذبحة شرناق، وقعت يوم 28 ديسمبر 2011، في 21:37 بالتوقيت المحلي قرب الحدود العراقية التركية. أفادت مصادر الحكومة التركية، بمقتل 34 مهربًا في الحادث.

## الحادث
كانت مجموعة من 40 قرويًا كرديًا تتحرك في ليلة 28 ديسمبر 2011 من الأراضي العراقية باتجاه الحدود التركية. كانوا معظمهم من الشبان، ومعظمهم من الأتراك الجنسية، من قرى أورتاسو (بالكردية: روبوسكي) غوليازي في منطقة أولوديري بمحافظة شرناق التركية. وفقًا للمعلومات، فقد كانوا يهربون السجائر وزيت الديزل وغيرها من البضائع إلى تركيا وهي معبأة على بغال.
تلقت القوات المسلحة التركية معلومات حول الأنشطة في المنطقة ليلة 28 ديسمبر وقد تم توفيرها من قبل المخابرات الأمريكية على أساس رحلة طائرة أمريكية بدون طيار. استعرضت القوات الجوية التركية اللقطات التي التقطت من طائرة بدون طيار تحلق فوق الأرض، وقيمت المهربين على أنهم مجموعة من مقاتلي حزب العمال الكردستاني. نقل عن مسؤولي البنتاغون قولهم أن طائرات أمريكية بدون طيار رصدت المجموعة في البداية، ولكن بعد تنبيه البنتاغون للأتراك وعرضه إجراء مراقبة أكثر تفصيلًا، فقد رفض الاتراك وقام ضباطهم بدلًا من ذلك بتوجيه الأمريكيين الذين كانوا يقودون طائرة بدون طيار ليطيروها في مكان آخر". لقد قصفت طائرتان من طراز F-16 تابعتان لسلاح الجو التركي المنطقة. حدث هذا بعد أن تلقوا المعلومات في ذلك المساء من طائرة بدون طيار تابعة لشركة IAI هيرون الأمريكية، كما ذكر أحد الناجين ويدعى ثروت إنجو.
في صباح اليوم التالي، بحث الأقارب عن المفقودين وعثروا على جثث الضحايا. لقد قُتل 34 أشخاص ينتمون إلى المجموعة أثناء الغارة الجوية وبعدها بفترة وجيزة. هرب مهربان إلى العراق وعاد واحد من الناجين يدعى ثروت إنجو إلى قريته. كان 28 من القتلى من عائلة إنجو. تم نقل الجثث، التي احترق بعضها بما لا يمكن التعرف عليه أو تمزق، إلى مسقط رأسها على البغال بسبب التضاريس الوعرة.
صرح ثروت إنجو أن أجيالًا من قريته والمستوطنات المجاورة كانت تعمل في مجال التهريب بسبب الحاجة المالية. كما أضاف أن التجار العراقيين أحضروا زيت الديزل أو الشاي بواسطة مركبات إلى 2–3 كيلومتر (1.2–1.9 ميل) من الحدود حيث اشترى القرويون البضائع وأخذوها إلى المنزل على مسارات استغرقت منهم حوالي ساعتين ونصف الساعة، وأن عملية التهريب كانت معروفة لقوات أمن الحدود.

## الجنازة
بعد تشريح الجثث الذي أجري في مستشفى أولوديري، جرت جنازة الضحايا في مقبرة أُنشئت حديثًا بين قريتي أورتاسو وجوليازي. لقد غطت القافلة الجنائزية، التي تشكلت من حوالي 1000 سيارة وحضرها حشد من حوالي 10 ألف شخص، مسافة 20 كيلومتر (12 ميل) بين مركز الحي والمقبرة في ساعة واحدة.

## الاحتجاجات

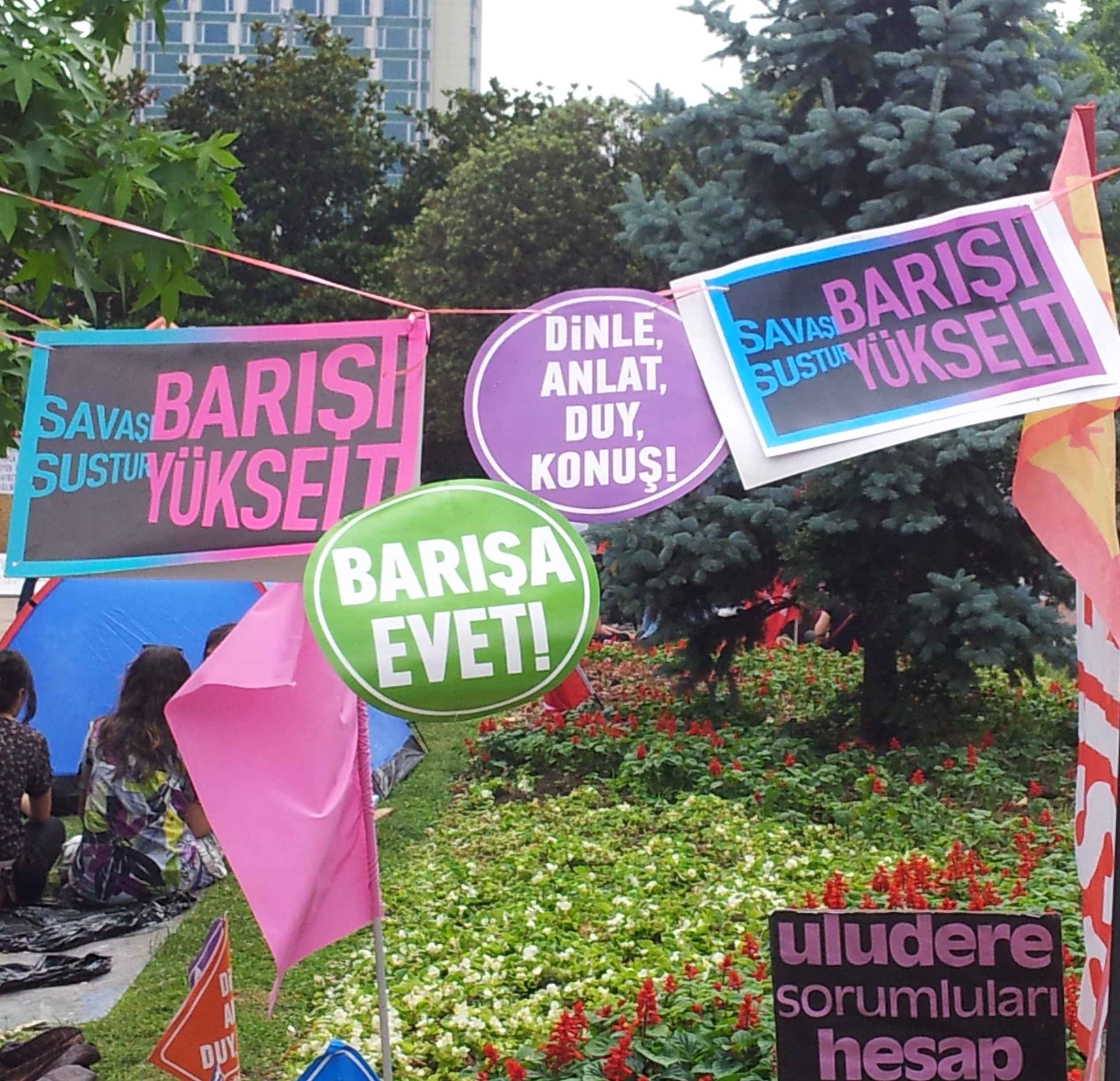
لافتة خلال احتجاجات منتزه غيزي تطالب بمحاكمة مرتكبي الغارة الجوية في أولوديري، أسفل اليمين

لقد اندلعت احتجاجات كبرى في المدن ذات الغالبية الكردية في تركيا. في ديار بكر، تحولت الاحتجاجات إلى أعمال عنف حيث استخدمت الشرطة الهراوات والغاز المسيل للدموع ضد المتظاهرين الذين ألقوا الحجارة وقنابل المولوتوف على الشرطة. كما نُظمت احتجاجات في أنقرة وإسطنبول، حيث تجمع أكثر من 1000 محتج في ميدان تقسيم؛ لقد رشقوا الحجارة على الشرطة وحطموا المركبات قبل أن تفرق الشرطة الحشود بالغاز المسيل للدموع وخراطيم المياه.
قام حاكم المنطقة نايف يافوز، الذي كان في تشريح الجثث وخدمة الجنازة، في وقت لاحق بزيارة تعزية إلى منازل أقارب الضحايا. وبعد وقت قصير من زيارته، تعرض لهجوم من قبل مجموعة من الغوغاء الذين حاولوا إعدامه. لقد نجا من الهجوم بمساعدة حراسه، ونقل إلى المستشفى بسبب إصابته. نُفذ الهجوم من قبل أشخاص من خارج القرية.
في نيقوسيا، تظاهر نحو 300 من القبارصة الأكراد في السفارة التركية في شمال قبرص، حيث تحدث مراد كاناتلي، زعيم حزب قبرص الجديدة اليساري، إلى الحشد واتهم تركيا بتصعيد التوتر في جنوب شرق البلاد. انتهت المظاهرة بسلام.
في طهران، تظاهرت مجموعة من الأكراد الإيرانيين أمام السفارة التركية.
في أربيل العراقية، تم الاحتجاج على عمليات القتل من قبل حوالي 500 كردي عراقي، اشتبك بعضهم مع قوات الأمن التابعة لكردستان العراق؛ لم ترد أنباء عن وقوع إصابات. حمل بعض المتظاهرين صورًا لعبد الله أوجلان وهتفوا «الكفاح، الكفاح من أجل الحرية» و«أردوغان إرهابي». وفي الاحتجاج، قال الناشط الكردي علي محمود للصحافة إن «الجريمة... هي إبادة جماعية حقيقية وجريمة حرب وجريمة ضد الإنسانية، وتنتهك القوانين الدولية، نطلب محاكمة تركيا أمام المحاكم الدولية».

## ردود الأفعال
دعا بهوز أردال، زعيم الجناح العسكري لحزب العمال الكردستاني، إلى انتفاضة كردية ردًا على الحادث: «نحث شعب كردستان... على الرد بعد هذه المجزرة والسعي إلى تسوية الحسابات من خلال الانتفاضات». في هذه الأثناء، أصدر زعيم حزب السلام والديمقراطية صلاح الدين دميرطاش بيانًا قال فيه: «من الواضح أنها مذبحة للمدنيين، أكبرهم يبلغ 20 عامًا»، لكنه دعا الأكراد إلى الرد بالوسائل الديمقراطية. كما ذكّر الناس بما قاله أردوغان عن الرئيس السوري بشار الأسد: «القائد الذي يقتل شعبه فقد شرعيته» حيث قال دميرطاش: «الآن أقول نفس الشيء له».
أكد رئيس الوزراء رجب طيب أردوغان أن التحقيقات الإدارية والقضائية الأساسية قد بدأت. أعلن حسين تشيليك، نائب رئيس حزب العدالة والتنمية الحاكم والمتحدث باسمه، أنه سيتم تعويض عائلات الضحايا في شكل «اعتذار مادي». كما أضاف أن الاعتذار الشفهي يمكن أن يحدث بعد الكشف عن تفاصيل الحادث.
انتقد حزب الشعب الجمهوري، أكبر حزب معارض في تركيا، بحدة ما اعتبروه محاولة من الحكومة لتصوير الحادث على أنه أضرار جانبية مفهومة، حيث قال نائب حزب الشعب الكردي سيزين تانريكولو «إذا كان هناك من يعتقد أن موت هؤلاء الأبرياء مجرد نتيجة طبيعية للنضال ضد الإرهاب، فهذا يعني أن تركيا قد تم تقسيمها بالفعل على أسس أخلاقية».
سأل غرايم وود في مدونة نيويورك تايمز ما إذا كان أردوغان ديكتاتورًا وظالمًا و«أسد جديد».
في استطلاع للرأي العام أجرته MetroPOLL شمل 1174 شخصًا تركيًا، قال 14.5% أن الدولة هي المسؤولة في النهاية عن الوفيات، فيما أفاد 11.5% أن المهربين هم السبب، واتهم 9.5% حزب العمال الكردستاني، و5.4% قالوا أن رئيس وزراء الحكومة هو السبب، وذكر 4.9% أن المسؤولية كانت على هيئة الأركان العامة. وعندما سؤلوا عما إذا كانت الحكومة قد أوفت بمسؤولياتها تجاه الحادث، أجاب 45% بنعم فيما قال 38.1% لا.

## الإجراءات القانونية
في 22 مارس 2013، وجدت لجنة تحقيق خاصة في الجمعية الوطنية التركية الكبرى أنه لم يكن هناك نية متعمدة من قبل المسؤولين المعنيين. وفي 7 يناير 2014، انتهى التحقيق الجنائي ضد مسؤولي الدولة بدعوى الإهمال. كما تم توجيه تهم مختلفة ضد المدنيين وعائلات القتلى، وانتهى بعضها بإصدار أحكام ضد الأفراد.

### ضد المسؤولين المعنيين
في 9 يناير 2012، تم إيقاف قائد مركز الحدود غوليازي العسكرية بالقرب من روبوسكي، الدرك العقيد حسين أونور غوني، من الخدمة بعد تحقيق عسكري. كما تمت مقاضاة 17 من أفراد الجيش في الخدمة الفعلية بسبب السماح بالتهريب من خلال الحدود.
في 9 يناير 2012، تم إنشاء لجنة خاصة للتحقيق في غارة أولوديري الجوية في الجمعية الوطنية التركية الكبرى. وخلال جلسات الاستماع، اشتكى نواب المعارضة من أن وزارة الدفاع رفضت الإجابة على الأسئلة واستخدموا أمر السرية الذي اتخذه مكتب النيابة كذريعة. في 22 مارس 2013، قدمت اللجنة تقريرًا من 85 صفحة خلص إلى أن العملية العسكرية التي انتهت بـ34 ضحية مدنية كانت دون نية متعمدة. قدم ثلاثة من أعضاء اللجنة من أحزاب المعارضة دقيقة واحدة لمعارضة التقرير، وانتقدوا بشكل أساسي عدم وجود تحقيق شامل.
كان التحقيق الجنائي يديره مكتب المدعي العام في ديار بكر. اعترف الادعاء بأنه تم تأخيره أثناء انتظار الوثائق التي طلبوها من مكتب رئيس الأركان العامة، والتي كانت مطلوبة قبل أن يتمكنوا من استجواب الأفراد العسكريين. ومع القيود، تمكن المدعون العامون من التأكيد في 6 أغسطس 2012 على أن القرويين كانوا مميزين بوضوح من لقطات للطائرة الجوية بدون طيار التي تم التقاطها قبل الغارة الجوية. ذكرت صحيفة وول ستريت جورنال أن طائرة أمريكية بدون طيار هي من رصدت المجموعة على الحدود العراقية. وفي 11 يونيو 2013، وجد مكتب المدعي العام في ديار بكر، بعد التحقيق في القضية لأكثر من 18 شهرًا، إهمالًا دون نية متعمدة من قبل الطاقم العسكري. ثم أعلن المكتب عدم اختصاصه ونقل التحقيق إلى النيابة العسكرية.
في 7 يناير 2014، قرر المدعون العسكريون (مكتب المدعي العام العسكري) عدم توجيه اتهامات (nolle prosequi) ضد الأفراد العسكريين، مشيرين إلى أنه لا يلزم إجراء تحقيق مع المشتبه بهم من الموظفين العسكريين وهم: إيلهان بولوك، ويلديريم غوفينس، وأيغون إيكر، وهليل إركيك، وعلي رضا كوغ، لأنهم «ارتكبوا خطأً كبيرًا لكنهم أدوا واجباتهم ضمن الأوامر المحددة».
وفي السابق، صرح وزير الداخلية آنذاك إدريس نعيم شاهين في 23 مايو 2012 أن التفويض بالعملية قد مُنح في مركز قيادة القوات الجوية في أنقرة. وفي 7 يناير 2014، أفيد أن رئيس الأركان العامة، نجدت أوزيل، قد أذن بالعملية حوالي قبل 90 دقيقة تقريبًا من الضربة الأولى. وفي يناير 2012، قدم حزب السلام والديمقراطية الموالي للأكراد دعوى قضائية ضد الحكومة التركية أمام المحكمة الجنائية الدولية. وفي ديسمبر 2013، قضت المحكمة الجنائية الدولية بعدم قبول الدعوى، لأن تركيا لم توقع على نظام روما الأساسي.

### فيما يتعلق بالمدنيين وعائلات المتوفى
قُبض على خمسة أشخاص لمحاولتهم قتل حاكم مقاطعة أولوديري نايف يافوز في 9 يناير 2012.
في 16 يناير 2012، حوكم الناجون من المذبحة داود وثروت وحجي إنجو بتهمة انتهاك قانون جواز السفر وعبور الحدود غير القانوني والتهريب.
في 28 يونيو 2012، أي بعد ستة أشهر من الغارة الجوية، تعرض أعضاء منظمة غير حكومية وأقارب القتلى الذين كانوا يعتزمون الاحتجاج في موقع الوفاة للعنف على أيدي الشرطة وتم تفريقهم بمدافع المياه المضغوطة. وفي 25 ديسمبر 2012، وقبل أربعة أيام من ذكرى الغارة الجوية، اعتقلت الشرطة 19 شخصًا في شرناق وما حولها.
من بين أقارب المتوفى، تعرض فرحات إنجو، الذي فقد 11 من أقاربه في الغارة الجوية، لمضايقات مستمرة من قبل الشرطة، وبحسب ما ورد فقد تم احتجازه أربع مرات بنفس التهمة. لقد أصبح لاحقًا عضوًا في البرلمان عن حزب الشعوب الديمقراطي. لكن تم فصله وسجنه لمدة 10 أشهر بعد خطاب في البرلمان ندد فيه بغارة روبوسكي الجوية. تمت مقاضاة إنجو وحكم عليه بتهمة الدعاية الإرهابية وأطلق سراحه بعد 10 أشهر.